# Alberto Vítor, Duque de Clarence e Avondale
Alberto Vítor, Duque de Clarence e Avondale (Nome pessoal em inglês: Albert Victor Christian Edward; Windsor, 8 de janeiro de 1864 — Norfolk, 14 de janeiro de 1892) foi o filho mais velho de Eduardo, Príncipe de Gales, (futuro Eduardo VII) e de sua esposa, a princesa Alexandra da Dinamarca, sendo neto da rainha Vitória. Desde seu nascimento foi o segundo na linha de sucessão ao trono, mas não se tornou rei porque morreu antes de seu pai e de sua avó.
Alberto era chamado familiarmente de "Eddy" e muitos biógrafos referem-se a ele dessa forma. Quando jovem, viajou pelo mundo todo como guarda-marinha. Quando adulto, alistou-se no exército, mas não participou ativamente de nenhuma manobra militar. Após duas tentativas fracassadas, foi acertado seu casamento com a princesa Maria de Teck em 1891. Apenas algumas semanas depois, ele morreu em uma recorrência da pandemia de gripe de 1889-1890. Maria casou-se com seu irmão mais novo, que se tornaria rei, como Jorge V, em 1910.
Seu intelecto, sexualidade e sanidade têm sido objeto de muita especulação. Rumores ligavam-no ao Escândalo da Cleveland Street, que envolveu um bordel homossexual, mas não há provas conclusivas que confirmem ou desmintam seu envolvimento no caso ou a sua orientação sexual. Alguns autores argumentam que ele seria o assassino em série conhecido como Jack, o Estripador. Entretanto, documentos da época mostram que Alberto não se encontrava em Londres à época dos assassinatos, de forma que tal teoria foi amplamente rejeitada.

## Primeiros anos

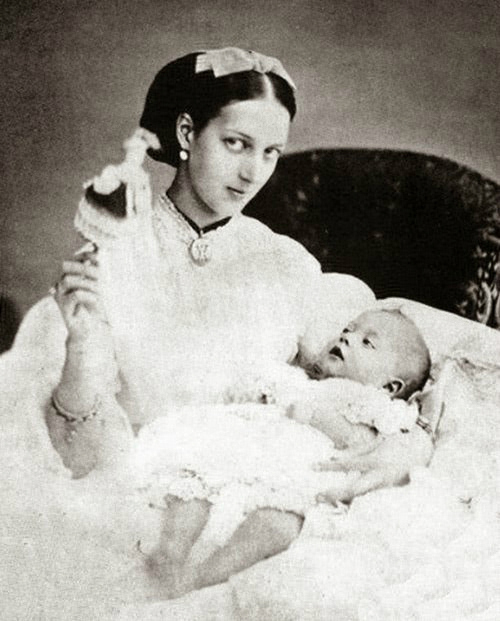
Alexandra, Princesa de Gales com seu primeiro filho, o Príncipe Albert Victor, Duque de Clarence e Avondale, em 1864

Alberto Vítor nasceu de um parto prematuro (sua mãe encontrava-se no 7º mês de gestação) em 8 de janeiro de 1864, em Frogmore House, Windsor, Berkshire. Era o primeiro filho de Alberto Eduardo, príncipe de Gales, e de Alexandra da Dinamarca. Por desejo de sua avó, a rainha Vitória, ele recebeu o nome de seu falecido avô, mas sempre foi chamado familiarmente de "Eddy". Como neto da monarca reinante, recebeu no nascimento o estilo de "Sua Alteza Real, o Príncipe Alberto Vítor de Gales".
O príncipe foi batizado na capela privada do Palácio de Buckingham, em 10 de março de 1864, pelo arcebispo da Cantuária, Charles Thomas Longley. Seus padrinhos foram a rainha Vitória (sua avó paterna), o rei Cristiano IX da Dinamarca (seu avô materno, representado por seu irmão, o príncipe João de Schleswig-Holstein-Sonderburg-Glücksburg), o rei Leopoldo I da Bélgica (seu tio-bisavô), a duquesa viúva de Schleswig-Holstein-Sonderburg-Glücksburg (sua bisavó materna, representada pela Duquesa de Cambridge), a Duquesa de Saxe-Coburgo-Gota (sua tia-avó por casamento, representada pela Grã-duquesa do Mecklemburgo-Strelitz), o conde de Hesse (seu bisavô materno, representado pelo Duque de Cambridge), a princesa herdeira da Prússia (sua tia paterna, representada por sua irmã, a princesa Helena) e o príncipe Alfredo (seu tio paterno).

### Educação
Quando Alberto tinha pouco mais de um ano de idade, seu irmão, o príncipe Jorge de Gales, nasceu. Devido à pequena diferença de idade entre eles, os irmãos foram educados juntos e, em 1871, a rainha nomeou John Neale Dalton como seu tutor. Os príncipes seguiam um rigoroso programa de estudos, que incluía jogos e exercícios militares, bem como temas acadêmicos. Dalton queixava-se de que a mente de Alberto era "anormalmente dormente". Embora ele tenha aprendido a falar dinamarquês, o progresso em outros idiomas e disciplinas era lento. Alberto nunca sobressaiu-se intelectualmente. Lady Geraldine Somerset culpou Dalton pela pobre educação do príncipe, mas existem possíveis explicações físicas para a desatenção e a indolência de Alberto em sala de aula, como seu nascimento prematuro – que pode ser associado a dificuldades de aprendizado –, ou o chamado petit mal, uma forma leve de epilepsia que se manifesta na infância com episódios de "vazio mental". Sir Henry Ponsonby acreditava que Alberto poderia ter herdado a surdez de sua mãe.

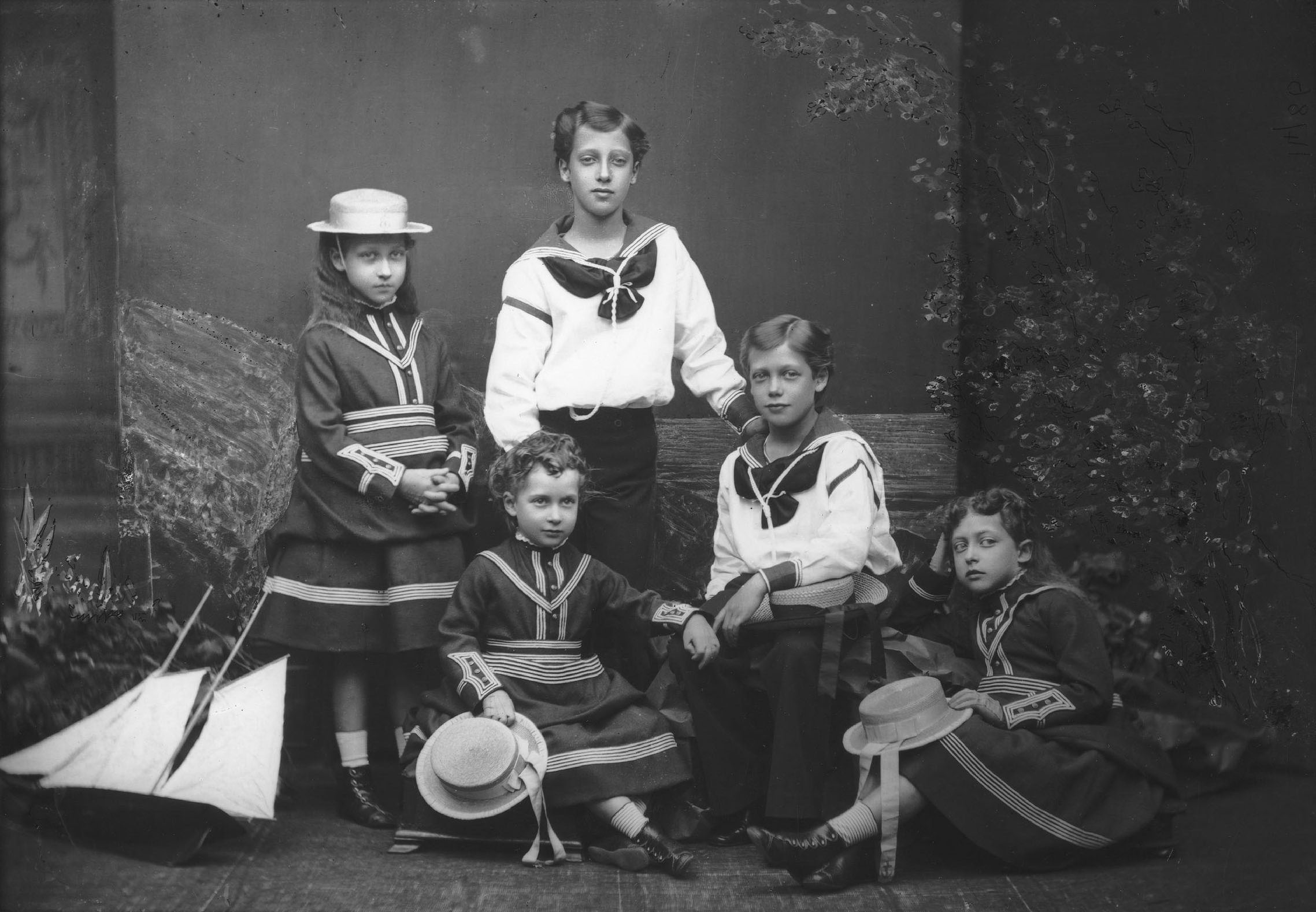
Alberto (em pé) com seus irmãos, em 1875

Considerou-se educar os irmãos separadamente, mas Dalton foi contrário à ideia, alegando ao príncipe de Gales que "o príncipe Alberto Vítor necessita do estímulo da companhia do príncipe Jorge, para incitá-lo a trabalhar em conjunto". Em 1877, os dois meninos foram enviados para o HMS Britannia, navio de treinamento da Marinha Real, iniciando seus estudos dois meses depois dos demais alunos, em virtude de Alberto ter contraído febre tifóide. Dalton acompanhou-os, como capelão do navio. Em 1879, após um grande debate entre a rainha, o príncipe de Gales, seus familiares e o governo, os irmãos foram enviados para uma viagem de três anos pelo mundo, servindo como cadetes do HMS Bacchante. Alberto foi promovido a guarda-marinha em seu aniversário de 16 anos. Os príncipes viajaram pelo Império Britânico, sempre acompanhados por Dalton, visitando as Américas, Ilhas Falkland, África do Sul, Austrália, Fiji, o Extremo Oriente, Singapura, Ceilão, Áden, Egito, Terra Santa e Grécia. Quando retornou à Grã-Bretanha, Alberto tinha 18 anos.
Os irmãos se separaram em 1883: Jorge continuou na Marinha e Alberto ingressou no Trinity College, em Cambridge. James Kenneth Stephen foi designado como seu tutor e chegou a viver em Sandringham nesse período, juntamente com Dalton, que ainda o atendia tanto em Sandringham quando em Cambridge. Alguns biógrafos acreditam que Stephen fosse misógino – embora isso tenha sido questionado recentemente – e que pode ter se sentido emocionalmente ligado a Alberto Victor, mas não se sabe se esses sentimentos eram ou não abertamente homossexuais. Também não se sabe se Alberto teve experiências sexuais em Cambridge, mas havia parceiros de ambos os sexos ao seu dispor. Embora estivesse envolvido na rotina universitária, ele demonstrava pouco interesse na atmosfera intelectual, sendo então dispensado dos exames. Em agosto de 1884, passou algum tempo na Universidade de Heidelberg, estudando alemão. Deixando Cambridge em 1885, onde já havia servido como cadete do 2º Batalhão da Universidade de Cambridge, ele foi anunciado como oficial do 10th Royal Hussars.
Um dos instrutores de Alberto disse que ele aprendia mais ouvindo do que lendo ou escrevendo e que não tinha dificuldades para recordar informações, mas o príncipe Jorge, duque de Cambridge, tinha uma opinião menos favorável sobre o príncipe, chamando-o de "um preguiçoso inveterado e incurável". Muito do tempo de Alberto em seu posto em Aldershot era gasto em treinamentos, dos quais não gostava, preferindo jogar polo. Em 1887, após ser aprovado em seus exames, ele transferiu-se para Hounslow, onde foi promovido a capitão. Nessa época, passou a assumir mais compromissos públicos, visitando a Irlanda e Gibraltar, e inaugurando a Hammersmith Bridge (ponte suspensa que atravessa o rio Tâmisa, em Londres). De sua vida privada, um amigo de infância recordou mais tarde que era monótona: "Os oficiais de seu irmão disseram que queriam fazer dele um homem do mundo. Nesse mundo ele recusou-se a ser iniciado".

## Escândalo daCleveland Street

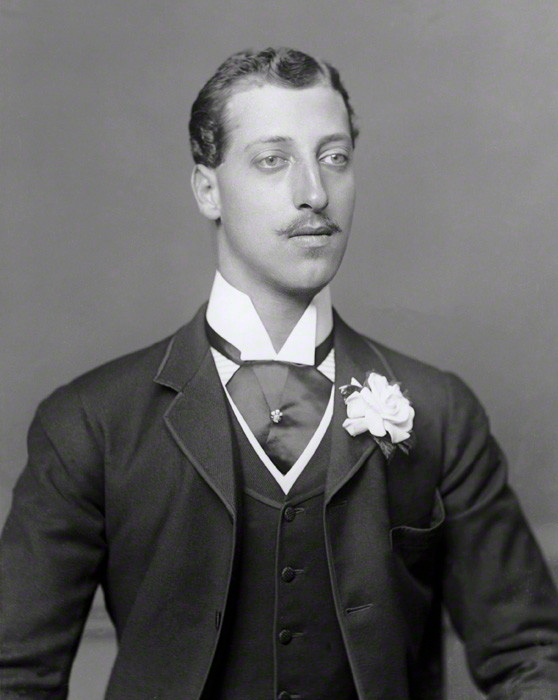
Alberto Vítor, em 1888

Em julho de 1889, a Polícia Metropolitana descobriu um bordel masculino na Cleveland Street de Londres. Sob interrogatório policial, os prostitutos e cafetões revelaram os nomes de seus clientes, que incluíam o lorde Arthur Somerset, um camarista do príncipe de Gales. Na época, os atos homossexuais entre homens eram ilegais e os clientes enfrentaram o ostracismo social, processos e, na pior das hipóteses, dois anos de prisão com trabalhos forçados. As consequências do escândalo da Cleveland Street implicaram outras importantes personalidades da sociedade britânica. Rumores varreram a alta classe de Londres sobre o envolvimento de um membro da família real: o príncipe Alberto Vítor. Os prostitutos não haviam mencionado o príncipe e sugere-se que o advogado de Somerset, Arthur Newton, produziu e espalhou os rumores para tirar o foco de seu cliente. Cartas trocadas entre o Procurador do Tesouro, sir Augustus Stephenson, e seu assistente, o honorável Hamilton Cuffe, fazem referência codificada às ameaças de Newton para implicar Alberto. O príncipe de Gales interveio na investigação: nenhum dos clientes jamais foi processado e nada contra Alberto foi provado. Embora não haja evidências conclusivas a favor ou contra o seu envolvimento nem se ele já havia visitado algum clube homossexual ou bordel, os rumores e o acobertamento levaram alguns biógrafos a supor que Alberto visitou Cleveland Street e que ele era "possivelmente bissexual, provavelmente homossexual". Isso é contestado por outros biógrafos, um dos quais refere-se a ele como "ardentemente heterossexual" e seu envolvimento nos boatos como "um pouco injusto". O historiador H. Montgomery Hyde escreveu: "não há nenhuma evidência de que fosse homossexual ou mesmo bissexual".
A irmã de Somerset, lady Waterford, negou que seu irmão soubesse algo sobre Alberto: "Tenho certeza de que o menino é tão reto quanto uma linha (...) Arthur não sabe como ou onde o menino passa o seu tempo (...) ele acredita que o menino seja perfeitamente inocente", escreveu ela. Em cartas privadas ao seu amigo lorde Esher, Somerset negou saber qualquer coisa sobre Alberto, mas confirmou que ouviu os rumores e que esperava que eles pudessem ajudar a anular qualquer acusação. Ele escreveu: "Posso entender a irritação do Príncipe de Gales com o nome de seu filho associado a isso, mas esse era o caso antes de eu sair (...) nós fomos acusados de ir a esse lugar, mas não juntos (...) eles acabarão tendo em audiência pública exatamente o que tentam manter em silêncio. Eu me pergunto se é realmente um fato ou apenas uma invenção ". Ele continuou: "eu nunca mencionei o nome do menino, exceto para Probyn, Montagu e Knollys quando estavam me representando e achei que eles deveriam saber. Se tivessem sido sensatos, ouvindo o que eu sabia e, portanto, o que os outros sabiam, eles deveriam ter abafado o assunto, ao invés da agitação que fizeram com todas as autoridades".
Os rumores persistiram: 60 anos depois o biógrafo oficial do rei Jorge V, Harold Nicolson, ouviu de lorde Goddard – que era um estudante de 12 anos de idade à época do escândalo – que Alberto "havia sido envolvido num escândalo sobre um bordel masculino e que um advogado teve que cometer perjúrio para livrá-lo. O advogado foi suspenso por seu delito, mas depois foi reintegrado". Nenhum dos advogados no caso foi condenado por perjúrio ou afastado durante o escândalo, mas o advogado de Somerset, Arthur Newton, foi condenado por obstrução da justiça por ajudar seus clientes a escapar para o exterior, sendo sentenciado a seis semanas de prisão. Mais de 20 anos depois, em 1910, Newton foi suspenso por 12 meses por má conduta profissional, após falsificar cartas de outro de seus clientes, o famoso assassino Dr. Hawley Crippen. Em 1913, ele foi suspenso indefinidamente e condenado a três anos de prisão por obter dinheiro de forma fraudulenta.

## Viagem à Índia

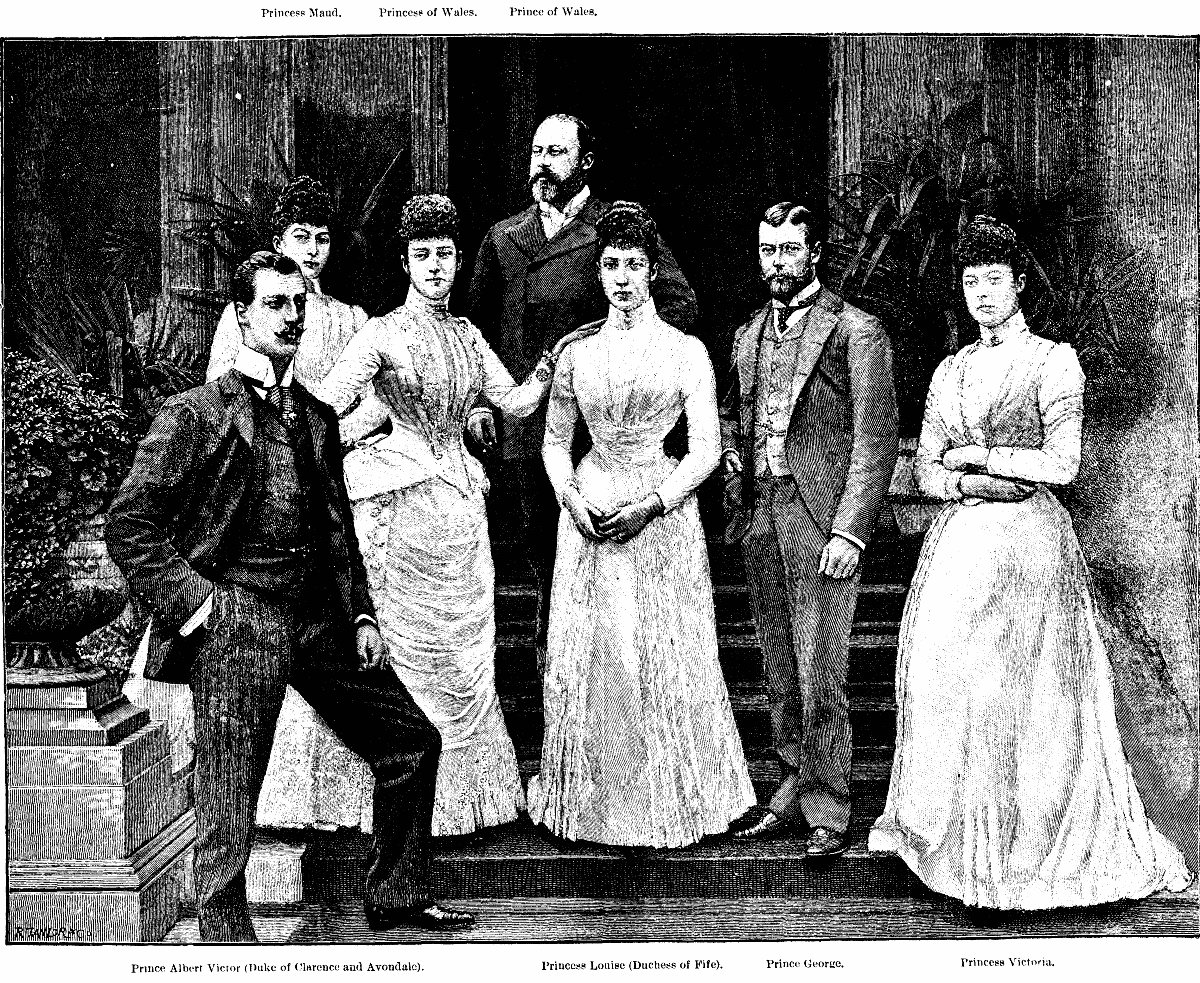
Ilustração de 1891 (baseada em foto de 1889) retratando a família de Alberto Vítor (da esquerda para a direita): Alberto Vítor, Maud, Alexandra da Dinamarca, Eduardo VII, Luísa, Jorge V e Vitória.

A imprensa estrangeira sugeriu que Alberto fora enviado em uma viagem de sete meses pela Índia britânica – partindo de Londres em outubro de 1889 – para evitar as fofocas que varreram sociedade londrina na esteira do escândalo. Isso não corresponde à verdade, pois a viagem estava planejada desde a Primavera. Viajando via Atenas, Porto Saíde, Cairo e Adém, Alberto chegou a Bombaim em 9 de novembro de 1889. Ele foi recebido suntuosamente em Hiderabade pelo nizam, e por muitos outros marajás nos diversos lugares que visitou. Ele passou o Natal em Mandalai e o Ano Novo em Calcutá. A maior parte da extensa viagem foi feita por trem, mas ele também montou elefantes em algumas cerimônias. Conforme o costume da época, um grande número de animais foram mortos por esporte. Em seu retorno à Inglaterra, Alberto recebeu os títulos de "Duque de Clarence e Avondale e Conde de Athlone", em 24 de maio de 1890, aniversário de 71 anos da rainha Vitória.
Durante a viagem, Alberto conheceu a Sra. Margery Haddon, esposa do engenheiro civil Henry Haddon. Após vários casamentos fracassados e a morte de Alberto, Margery foi para a Inglaterra, onde afirmou que o príncipe era o pai de seu filho, Clarence Haddon. Como não havia evidências que comprovassem sua alegação, seus pedidos foram indeferidos. Ela tornou-se alcoólatra e parecia perturbada. As alegações foram relatadas ao Palácio de Buckingham e foram investigadas pelo chefe do Special Branch da polícia. Documentos do National Archives mostram que nem os cortesãos nem Margery tinham qualquer prova da alegação. Em depoimento à polícia, os advogados de Alberto admitiram que houve "algumas relações" entre ele e a Sra. Haddon, mas negaram a alegação de paternidade.
No entanto, na década de 1920, Clarence (o suposto filho) repetiu a história e publicou um livro nos Estados Unidos, intitulado My Uncle George V, no qual ele afirma ter nascido em Londres em setembro de 1890, cerca de nove meses após o encontro de Alberto com a Sra. Haddon. Em 1933, ele foi acusado de exigir dinheiro com ameaças e tentativas de extorsão, depois de escrever ao rei pedindo dinheiro por seu silêncio. Em seu julgamento, a acusação apresentou documentos de Haddon, como certificado de alistamento, certidão de casamento, patente de oficial, documentos de baixa e registros de emprego comprovando que ele havia nascido em ou antes de 1887 – ao menos dois anos antes de Alberto conhecer sua mãe. Haddon foi considerado culpado e o juiz, acreditando que ele sofria de alucinações, não o prendeu com a condição de que, ao longo de três anos, ele não fizesse reivindicações sobre a alegada paternidade. Haddon violou as condições e foi preso por um ano. Tratado como um excêntrico, ele morreu na miséria. Mesmo que a reivindicação de Haddon fosse procedente não faria nenhuma diferença na linha de sucessão ao trono, assim como aconteceu a tantos outros filhos ilegítimos da realeza.

## Noivas em potencial

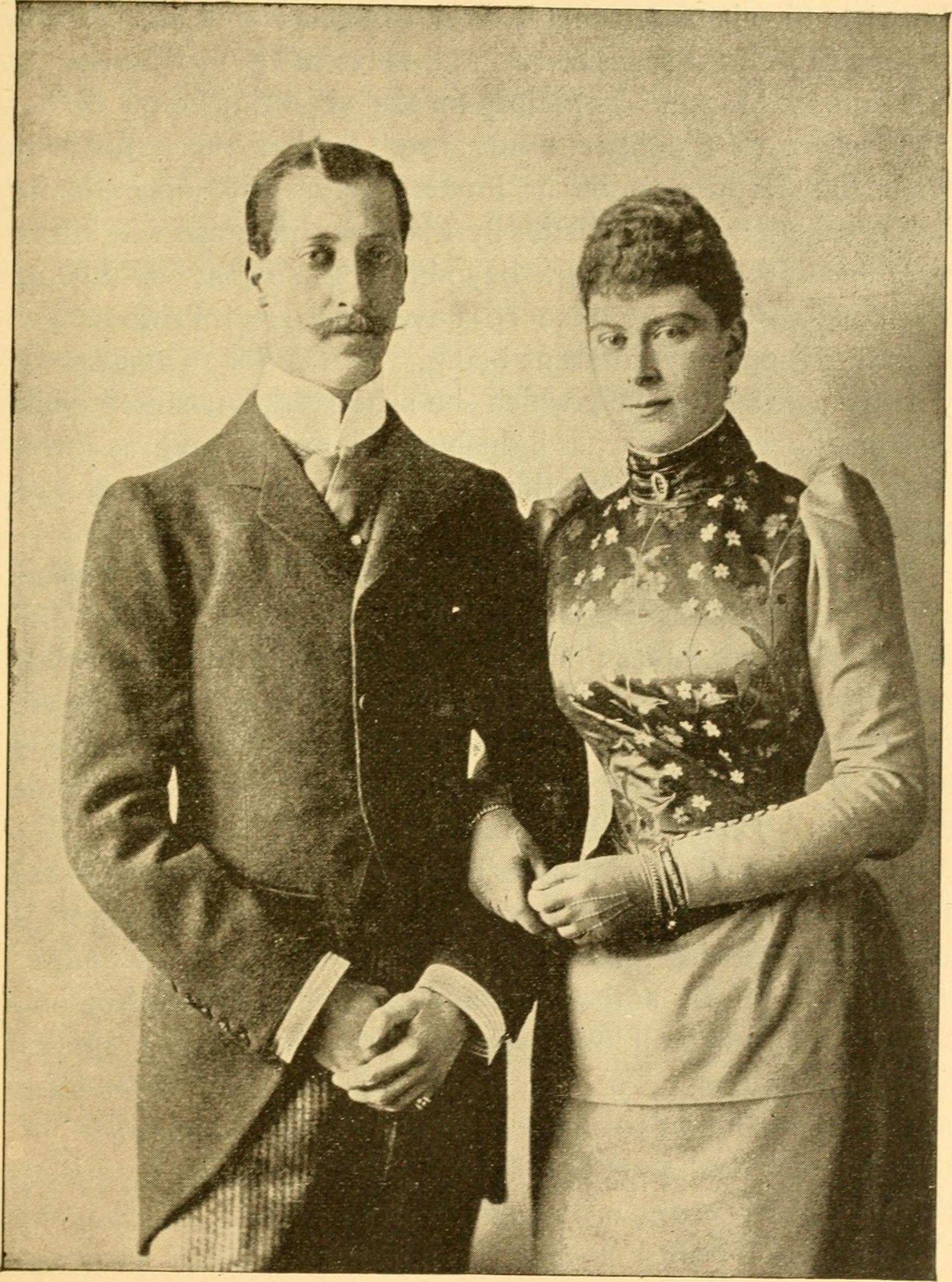
Alberto e a noiva Maria de Teck

Várias mulheres foram apontadas como possíveis noivas para Alberto. A primeira, em 1889, foi a princesa Alice de Hesse e do Reno, mas ela não correspondeu aos sentimentos do príncipe e recusou sua oferta de noivado. Ela casou-se com o czar Nicolau II da Rússia em 1894. A segunda, em 1890, foi a princesa Helena de Orléans, filha do príncipe Luís Filipe, Conde de Paris, e bisneta do rei Luís Filipe I, último rei da França.
Inicialmente, a rainha Vitória opôs-se a qualquer compromisso, porque Helena era católica romana. A soberana escreveu ao neto, sugerindo a princesa Margarida da Prússia, outra de suas netas, como uma alternativa mais adequada, mas nada convenceu o príncipe e, uma vez que o casal confessou seu amor a ela, a rainha cedeu e apoiou o casamento. Helena propôs converter-se à Igreja da Inglaterra e Alberto propôs renunciar aos seus direitos de sucessão para casar-se com ela. Para decepção do casal, o pai da princesa recusou-se a aprovar o casamento e foi inflexível quanto à sua conversão. Helena viajou a Roma para pedir pessoalmente a intercessão do Papa Leão XIII, mas ele confirmou o veredicto de seu pai e o caso terminou. Mais tarde, ela se tornou a Duquesa de Aosta.
Em meados de 1890, Alberto foi examinado por vários médicos, que deram como diagnóstico para sua doença "febre" ou "gota". Muitos biógrafos referem que ele sofria de "uma forma leve de doença venérea", talvez gonorreia, mas não há nenhuma fonte conhecida que confirme isso. Afirma-se que, em 1891, Alberto foi alvo de chantagem por parte de duas prostitutas a quem ele havia escrito cartas comprometedoras. As cartas supostamente referentes ao caso foram vendidas na casa de leilões Bonhams, em Londres, em 2002. Devido a discrepâncias nas datas e na caligrafia, no entanto, suspeita-se que sejam falsificações.
Em 1891, Alberto escreveu a lady Sybil St Clair Erskine, afirmando que estava novamente apaixonado, mas não disse por quem. Uma semana depois da primeira carta, ele perguntou a Erskine: Será que você realmente não me ama um pouco?... Eu ficaria muito satisfeito se você amasse só um pouquinho. Se desconhece a resposta de lady Sybil, de todo modo nenhum compromisso entre ela e Alberto tomou lugar.
Ainda em 1891, outra possível noiva estava sendo considerada: a princesa Maria de Teck. Filha da princesa Maria Adelaide, Duquesa de Teck (prima em 1º grau da rainha Vitória), Maria tinha o aval da soberana britânica, que a considerava ideal – encantadora, sensível e bonita. Em 3 de dezembro de 1891, Alberto, para "grande surpresa" de Maria, pediu sua mão em casamento em Luton Hoo, na casa de campo do embaixador dinamarquês para a Grã-Bretanha. O casamento foi marcado para 27 de fevereiro de 1892.

## Morte

Alberto Vítor em seu leito de morte

Enquanto os planos para seu casamento com Maria e sua nomeação como vice-rei da Irlanda estavam em andamento, Alberto caiu doente, vítima da grande pandemia de gripe de 1889-1892. Com o agravamento da doença, o príncipe desenvolveu uma pneumonia e morreu em Sandringham House, Norfolk, no dia 14 de janeiro de 1892, menos de uma semana depois de seu aniversário de 28 anos. O príncipe e a princesa de Gales, as princesas Maud e Vitória, o príncipe Jorge, a princesa Maria, o duque e a duquesa de Teck, três médicos (Frederic Edward Manby, Francis Laking e William Broadbent) e três enfermeiras estavam presentes. O capelão do príncipe de Gales, Canon Frederick Hervey, rezou sobre o corpo de Alberto a oração dos moribundos.
A nação ficou chocada. O comércio fechou as portas. O príncipe de Gales escreveu à rainha Vitória: "Com prazer eu teria dado minha vida pela dele". A princesa Maria também escreveu à soberana, mencionando a princesa de Gales: "o olhar desesperado em seu rosto foi a coisa mais comovente que eu já vi". Seu irmão mais novo, o príncipe Jorge, escreveu "quão profundamente eu o amava; lembro-me quase com dor de cada palavra dura e as pequenas discussões que já tive com ele; eu desejava pedir o seu perdão mas, infelizmente, é tarde demais!". Jorge ocupou o lugar de Alberto na linha de sucessão e ascendeu ao trono em 1910, como Jorge V. O período de luto compartilhado estreitou as relações entre Jorge e a princesa Maria. Os dois casaram-se em 1893.
Teorias da conspiração em torno da morte de Alberto — que teria morrido de sífilis ou envenenado, que teria sido empurrado de um penhasco por ordens de Randolph Churchill ou que sua morte fora um embuste para tirá-lo da linha de sucessão — não passam de invenções.
A mãe de Alberto, Alexandra, nunca se recuperou completamente da morte do filho e manteve o quarto em que ele morreu como um santuário. No funeral, Maria colocou sua grinalda de flor de laranjeira sobre o caixão. James Kenneth Stephen, antigo tutor de Alberto, recusou alimentar-se desde o dia da morte do príncipe, morrendo 20 dias depois — ele sofria de psicose desde 1886, devido a um ferimento na cabeça. O príncipe foi enterrado no Albert Memorial Chapel, próximo à Capela de São Jorge, no Castelo de Windsor. Seu túmulo, obra de Alfred Gilbert, é "um dos melhores exemplos da escultura do final do século XIX nas Ilhas Britânicas". A efígie do príncipe deitada em um uniforme Hussardo (quase impossível se ver corretamente in situ) está sobre a tumba. Ajoelhado em sua cabeceira, encontra-se um anjo segurando uma coroa celestial. O túmulo é cercado por uma grade elaborada, com figuras de santos. O perfeccionista Gilbert gastou muito com a obra, foi à falência e deixou o país. Cinco das figuras menores existentes na sepultura só foram concluídas com "maior aspereza e profundidade de textura" após seu retorno à Grã-Bretanha, na década de 1920.

## Legado

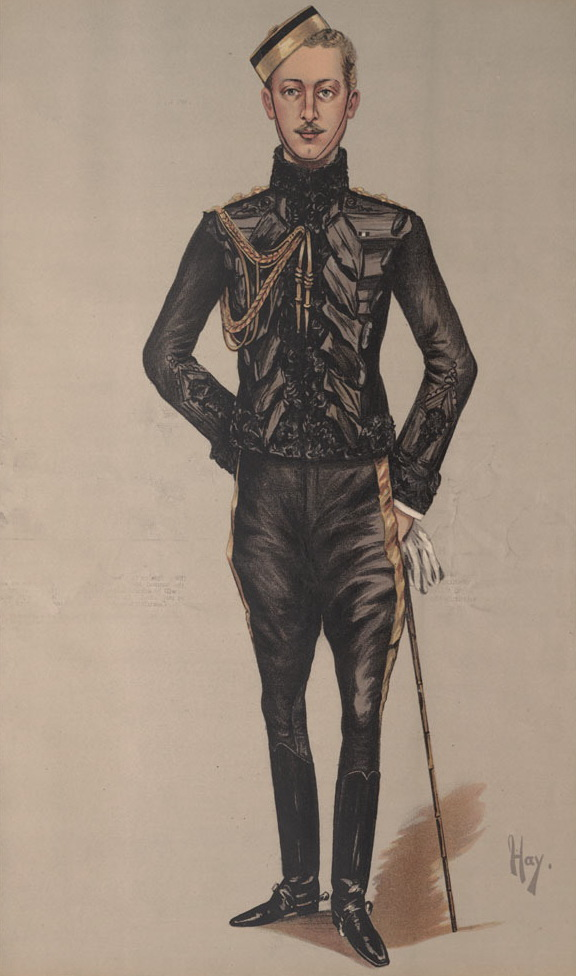
Caricatura de Alberto publicada na revista Vanity Fair, em 1888.

Durante sua vida, a maior parte da imprensa britânica tratava Alberto de forma respeitosa e os elogios que imediatamente seguiram-se à sua morte enalteciam sua memória. O político radical Henry Broadhurst, que conhecera tanto Alberto quanto seu irmão Jorge, observou que eles tinham "uma ausência total de afetação ou arrogância". No dia de sua morte, o líder político liberal, William Ewart Gladstone, escreveu em seu diário "uma grande perda para o nosso partido". No entanto, a rainha Vitória referiu-se à "vida dissipada" de Alberto em cartas particulares enviadas à sua filha mais velha, que foram posteriormente publicadas. Em meados do século XX, os biógrafos oficiais da rainha Maria e do rei Jorge V, James Pope-Hennessy e Harold Nicolson, respectivamente, promoveram avaliações hostis da vida do príncipe, retratando-o como preguiçoso, mal-educado e fisicamente débil. A natureza exata de sua "dissipação" não é clara mas, em 1994, Theo Aronson, com evidências "reconhecidamente circunstanciais", favoreceu a teoria de que "as "dissipações' não especificadas eram predominantemente homossexuais". O julgamento de Aronson foi baseado em "sua adoração pela mãe elegante e possessiva; sua "falta de masculinidade'"; seu "retraimento ante as brincadeiras brutas"; e sua "doce, gentil, calma e encantadora 'natureza'", bem como nos rumores da Cleveland Street e na sua opinião de que há "uma certa dose de homossexualidade em todos os homens". Ele admitiu, no entanto, que "as acusações de homossexualidade contra o príncipe Eddy devem ser tratadas com cautela".
Rumores de que o príncipe Alberto poderia ter cometido, ou sido responsável, pelos assassinatos de Jack, o Estripador foram mencionados pela primeira vez na imprensa em 1962, quando o escritor francês Philippe Jullian publicou uma biografia de Eduardo VII, onde fazia alusão a certos boatos que apontavam o príncipe como autor dos crimes, embora não fornecesse detalhes de suas fontes. Em 1970, o cirurgião britânico Thomas E.A. Stowell publicou um artigo intitulado "Jack the Ripper - A Solution?" no exemplar de novembro da revista The Criminologist. Ainda que não tenha nomeado diretamente seu suspeito no artigo, ele descreveu detalhadamente sua família, sua aparência física e seus apelidos; tudo indica que se referia ao neto da rainha Vitória, o príncipe Alberto Vítor. Mais tarde alguns autores – como Stephen Knight em "Jack the Ripper: The Final Solution" – afirmaram que Alberto teve um filho com uma mulher do bairro londrino de Whitechapel e que ele ou vários homens do alto escalão cometeram os assassinatos num esforço para encobrir sua indiscrição. Apesar de tais afirmações terem sido repetidas com frequência, os estudiosos as tratam como fantasiosas e referem provas irrefutáveis da inocência do Príncipe. Por exemplo, em 30 de setembro de 1888, quando Elizabeth Stride e Catherine Eddowes foram mortas, Alberto estava no Castelo de Balmoral, na Escócia, na presença da rainha Vitória e de outros membros da família, além de membros da família real alemã e numerosos cortesões. De acordo com a Circular da Corte, diários e cartas de família, matérias de jornais e outras fontes, ele não poderia estar próximo a nenhum dos locais onde ocorreram os crimes.
A reputação póstuma de Alberto tornou-se tão ruim que, em 1964, o biógrafo britânico Philip Magnus chamou sua morte de "um ato misericordioso da providência", apoiando a teoria de que seu passamento eliminou um herdeiro inadequado para o trono, substituindo-o pelo confiável e sóbrio George V. Em 1972, Michael Harrison foi o primeiro autor moderno a reavaliar Alberto, retratando-o sob uma luz mais favorável. Nos últimos anos, Andrew Cook continuou tentando reabilitar a reputação do príncipe, argumentando que sua falta de progresso acadêmico foi, em parte, devido à incompetência de seu tutor, Dalton; que não há nenhuma prova concreta de que ele fosse homossexual ou bissexual, que ele era um homem caloroso e encantador com opiniões liberais, particularmente em relação à Home Rule irlandesa, e que sua reputação foi diminuída por biógrafos ansiosos em melhorar a imagem de seu irmão, Jorge.

### Representações na cultura
Alberto foi personagem de vários contos, filmes e peças de teatro. As teorias de conspiração que o cercavam levaram-no a ser retratado mais de uma vez como responsável ou envolvido nos assassinatos de Jack, o Estripador.
- Murder by Decree, filme de 1979, dirigido por Bob Clark. O duque é interpretado pelo ator Robin Marshall.[128]
- Jack the Ripper, série para a TV de 1988, dirigida por David Wickes. O duque é interpretado por Marc Culwick.[129]
- The Ripper, filme de 1997, dirigido por Janet Meyers. O duque é interpretado por Samuel West.[130]
- Edward the Seventh, minissérie para a TV de 1975, dirigida por John Gorrie. O duque, quando criança, é interpretado por Samuel West.[131]
- From Hell, filme de 2001 (baseado no romance gráfico homônimo de Alan Moore e Eddie Campbell), dirigido pelos irmãos Albert Hughes e Allen Hughes. O duque é interpretado por Mark Dexter.[132]

Duas novelas de história alternativa escritas por Peter Dickinson imaginam um mundo onde Alberto sobrevive e reina como Vítor I. No conto de universo paralelo "The Adventure of the Missing Detective", de Gary Lovisi, que narra aventuras de Sherlock Holmes, Alberto é retratado como um rei tirânico que ascende ao trono após as mortes de sua avó e de seu pai em circunstâncias suspeitas. O príncipe também aparece como vítima de assassinato no romance policial "Goodnight Sweet Prince", de lorde Francis Powerscourt; como suspeito de assassinato no conto "Death at Glamis Castle", de Robin Paige;
e como um vampiro na série "Anno Dracula", de Kim Newman.

## Títulos, estilos, honras e armas

### Títulos e estilos
- 8 de janeiro de 1864 – 24 de maio de 1890: Sua Alteza Real, Príncipe Alberto Vítor de Gales
- 24 de maio de 1890 – 14 de janeiro de 1892: Sua Alteza Real, o Duque de Clarence e Avondale

O título completo do príncipe, proclamado em seu funeral pelo Rei de Armas da Jarreteira, era: "[o] Mui Alto, Poderoso e Ilustre Príncipe Alberto Vítor Cristiano Eduardo, Duque de Clarence e Avondale, Conde de Athlone, Duque da Saxônia, Príncipe de Saxe-Coburgo-Gota, Cavaleiro da Mais Nobre Ordem da Jarreteira, Cavaleiro da Mais Ilustre Ordem de São Patrício".

### Honras

Brasão de armas do príncipe Alberto Vítor

Honras Britânicas
- KG: Cavaleiro da Ordem da Jarreteira, 3 de setembro de 1883
- KP: Cavaleiro da Ordem de São Patrício, 28 de junho de 1887

Honras estrangeiras
- Cavaleiro Grã-Cruz, Ordem do Leão Neerlandês
- Grã-Cruz, Ordem da Torre e Espada
- Grã-Cruz, Ordem de Carlos III
- Grã-Cruz, Ordem de Osmanie
- Grã-Cruz, Ordem da Estrela
- Grã-Cruz, Ordem da Anunciação
- Grã-Cruz, Imperial Ordem do Cruzeiro

#### Militares
- 1877–1879: Cadete, HMS Britannia, Dartmouth, Devon
- 1879–1880: Cadete, HMS Bacchante
- 1880–1883: Promovido a guarda-marinha, HMS Bacchante[140]
- 1886–1887: Nomeado tenente, 10th Royal Hussars[140]
- 1887: Promovido a capitão, 9th Queen's Royal Lancers[140]
- 1887–1889: Capitão, 3rd King's Royal Rifle Corps[140]
- 1889–1892: Major, 10th Royal Hussars[140]

#### Nomeações militares honorárias
- Coronel honorário do  4th Regiment, Bengal Infantry[141]
- Coronel honorário do  4th Bombay Cavalry[142]
- Coronel honorário do  1st Punjab Cavalry[143]

### Armas
Com seu ducado, foi concedido a Alberto um brasão de armas, composto pelas armas reais do Reino Unido diferenciadas por um escudo com as armas da Saxônia e um lambel de argent de três pés e uma cruz gules no pé central.